# Rory Wilmot
Pour les articles homonymes, voir Wilmot.
Rory Wilmot est un acteur britannique. En mai 2025, il a été choisi pour interpréter Neville Londubat dans la série télévisée Harry Potter, produite par HBO.

## Biographie
En 2024, alors âgé de 9 ans, il joue dans la 3e saison de FBI: International le rôle de Edvard Lassen. Il est également annoncé au casting d'une futur série produite par Netflix. Il participe ensuite au tournage de Out of the Dust (en) au côté d'Asa Butterfield. En juin 2024 son agence annonce par une publication Instagram sa participation au court-métrage The Waiting Room de la Northern Film School (en).
En juillet 2025, il est choisi pour interpréter le rôle de Neville Londubat dans la série télévisée Harry Potter produite par HBO, qui sera diffusée à partir de 2027,.

## Filmographie
Sauf indication contraire, les informations mentionnées dans cette section peuvent être confirmées par la base de données cinématographiques IMDb,  présente dans la section « Liens externes ».

### Cinéma

#### Courts-métrages
- 2024 : The Waiting Room

### Télévision

#### Séries télévisées
- 2024 : FBI: International : Edvard Lassen (1 épisode)
- 2027 : Harry Potter (série télévisée) : Neville Londubat
- En production : Out of the Dust (en) : Anthony (6 épisodes)